# جوني إدواردو
جوني إدواردو (بالبرتغالية: Johnny Eduardo) هو فنان قتال مختلط برازيلي، ولد في 3 أغسطس 1978 في ريو دي جانيرو في البرازيل.

## وصلات خارجية
- جوني إدواردو على موقع يو إف سي (الإنجليزية)
- جوني إدواردو على موقع بيلاتور (الإنجليزية)
- جوني إدواردو على موقع شيردوغ (الإنجليزية)
- جوني إدواردو على موقع IMDb (الإنجليزية)